# Kněžský rybník
Kněžský rybník je rybník o rozloze 5,0 ha nalézající se na katastru obce Stará Voda v okrese Hradec Králové asi 1 km jižně od centra obce. V současnosti je rybník využíván pro chov ryb.
Podle místní pověsti se na místě rybníka rozkládala vodní tvrz krutého starovodského zemana Kryštofa, který své poddané tak krutě týral, až se po čase vzbouřili a zemana oběsili.

## Galerie

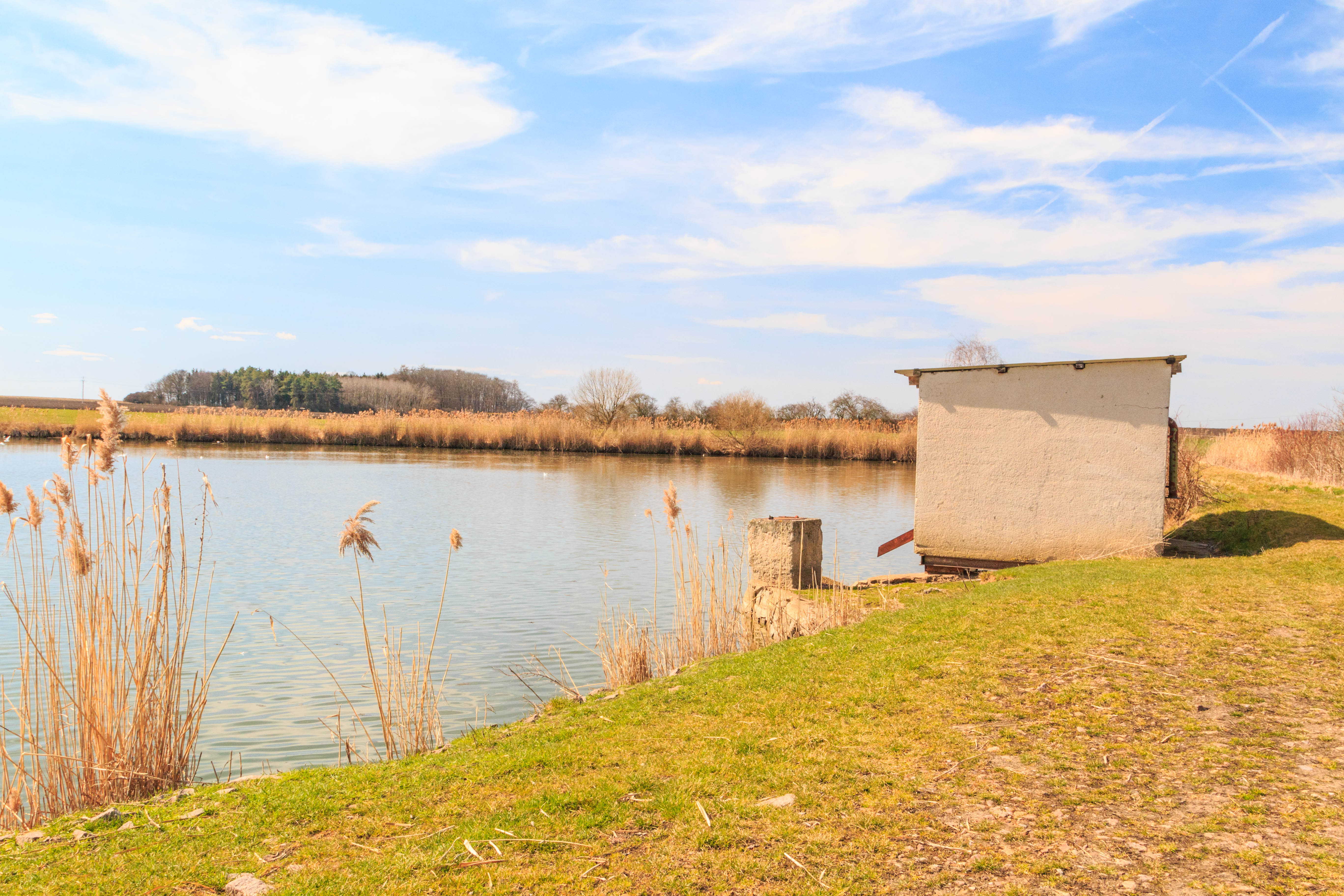
Kněžský rybník u obce Stará Voda
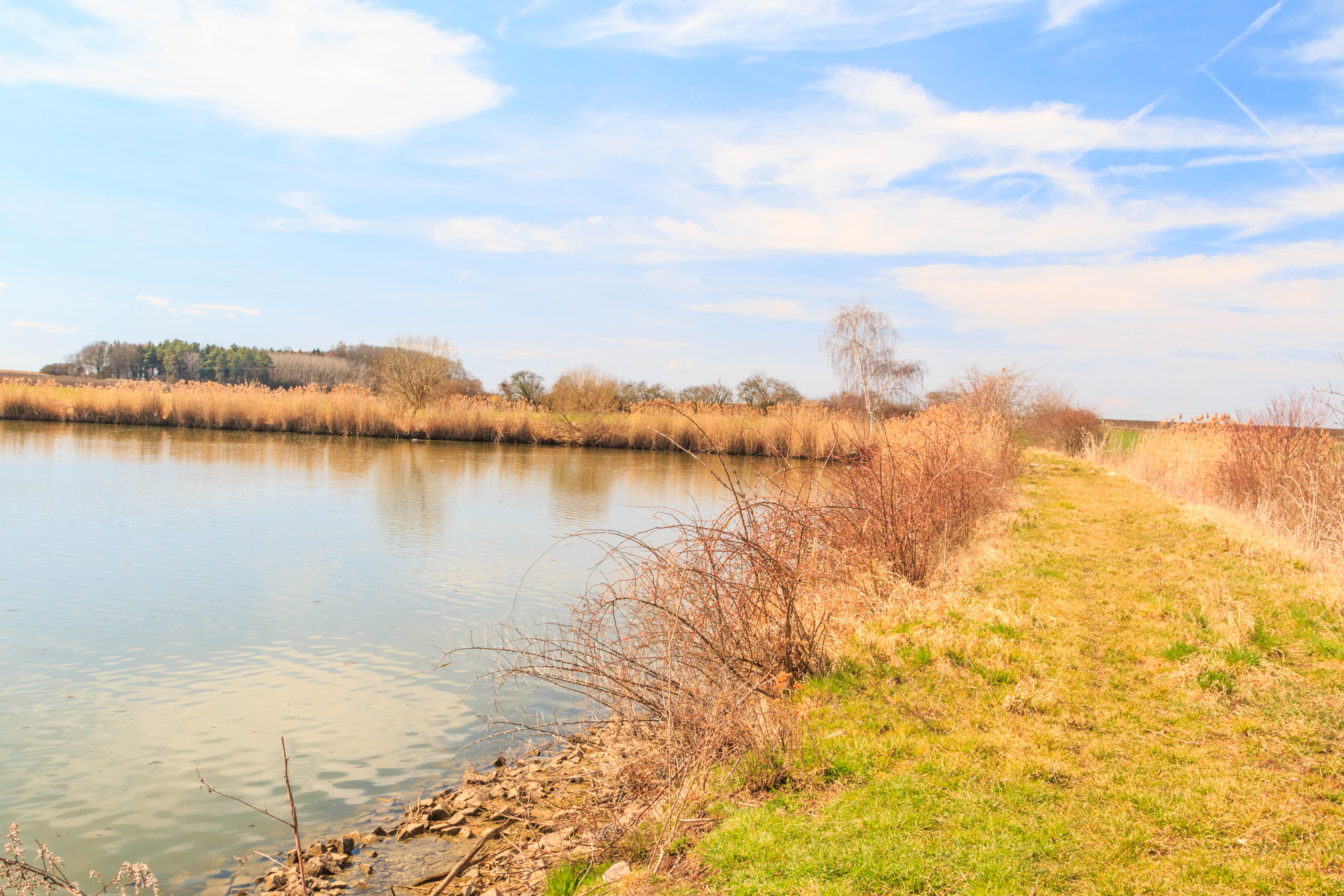
Kněžský rybník u obce Stará Voda
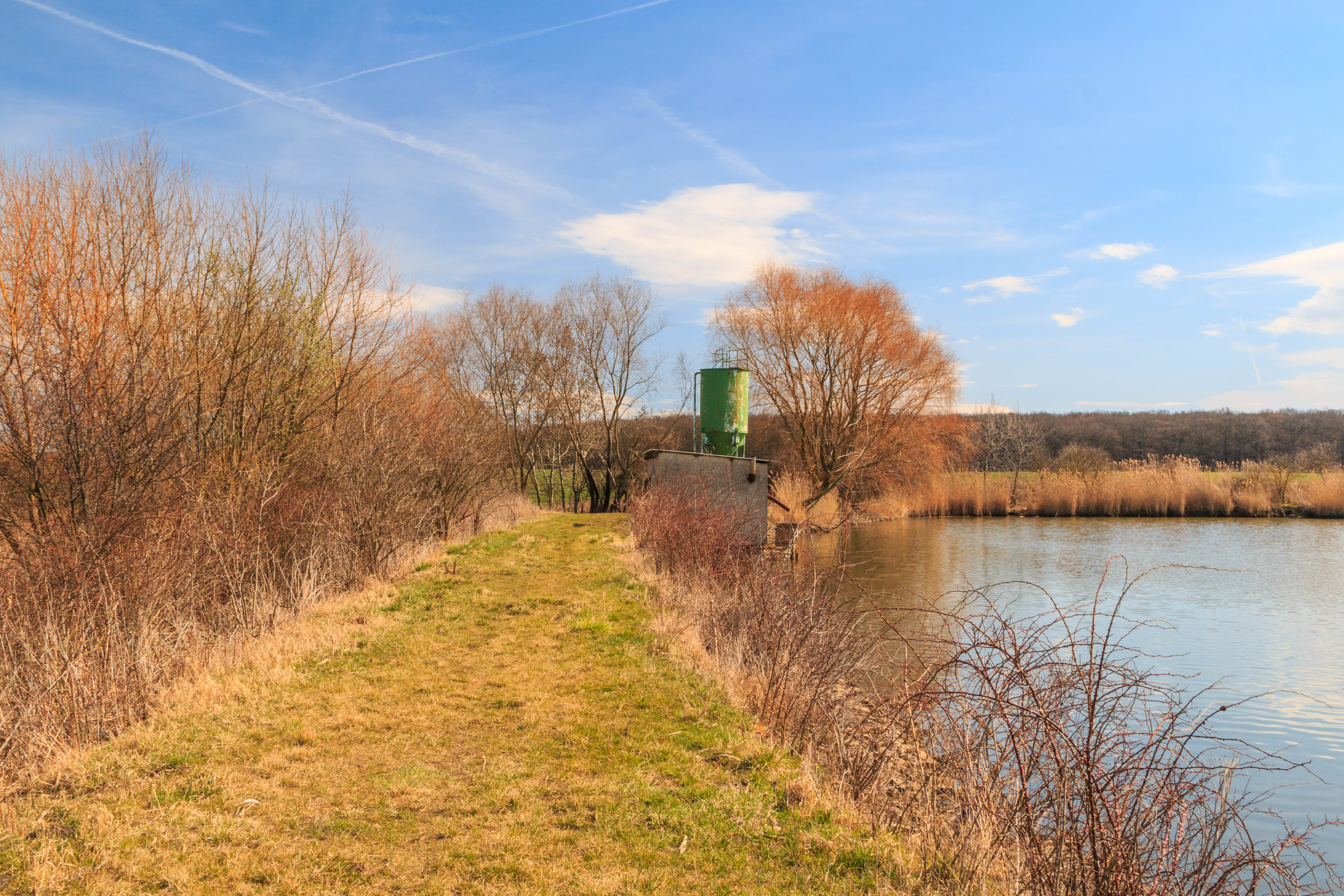
Kněžský rybník u obce Stará Voda
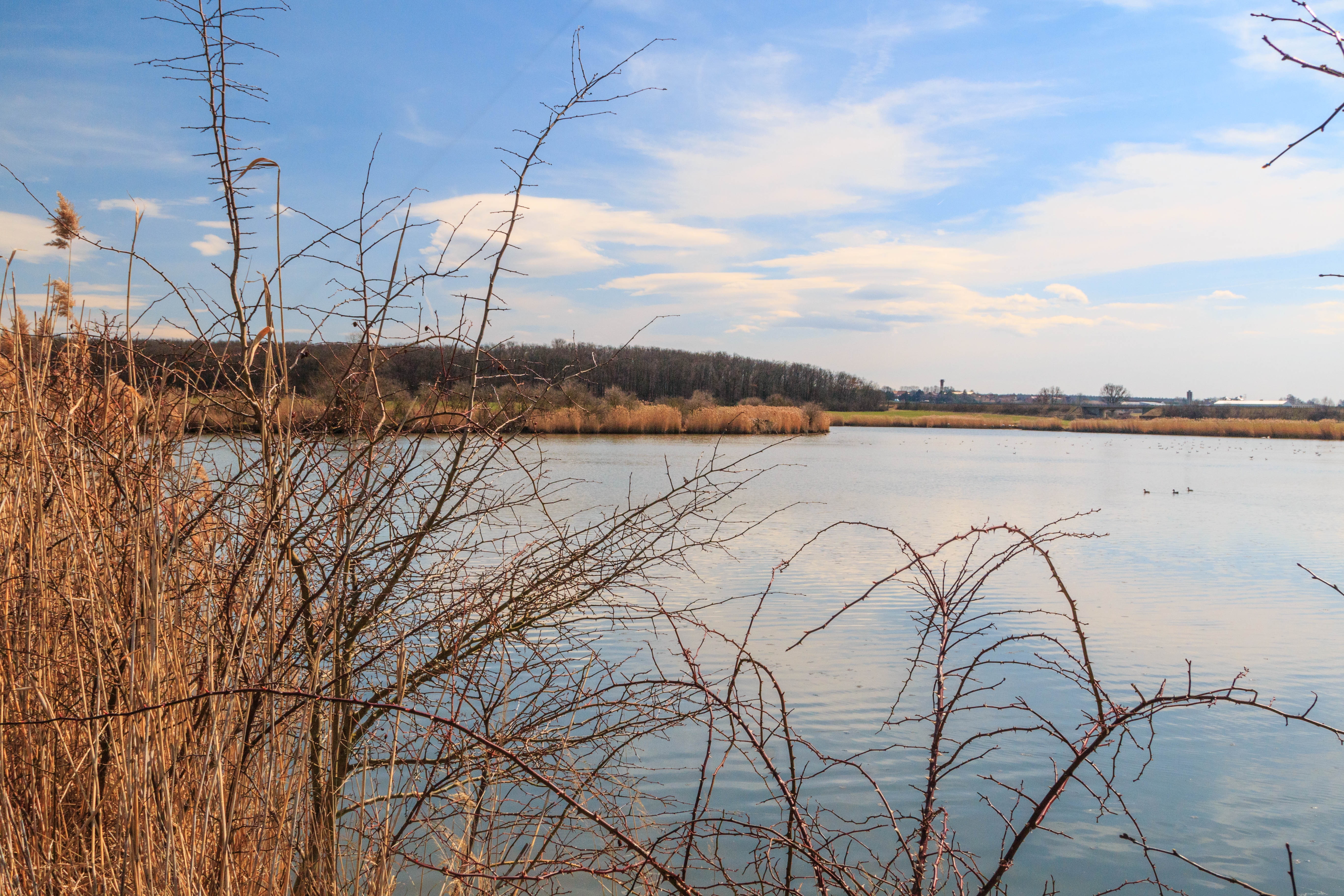
Kněžský rybník u obce Stará Voda